# Galina Bogomolova
Galina Jevgenjevna Bogomolova (Russisch: Галина Евгеньевна Богомолова) (Beloretsk, 15 oktober 1977) is een Russische langeafstandsloopster, die is gespecialiseerd in de 10.000 m en de marathon. Op de 10.000 m werd ze viermaal Russisch kampioene. Ze heeft sinds 2006 mede het Europees record op de Ekiden in handen en was gedurende een viertal jaren Russisch recordhoudster op de marathon.

## Loopbaan
Op de wereldkampioenschappen van 2003 in Parijs werd Bogomolova zesde op de 10.000 m in een persoonlijk record van 30.26,20. Twee jaar later werd ze op deze afstand op de WK in Helsinki achtste en op de Europese kampioenschappen van 2006 in Göteborg vierde.
In 2005 maakte Galina Bogomolova haar marathondebuut op de marathon van Las Vegas. In deze wedstrijd finishte ze als tweede in 2:31.54. Een jaar later werd ze eerst in april vijfde op de marathon van Londen in 2:21.58, gevolgd door een tweede plaats op de Chicago Marathon in een Russisch record van 2:20.47. De wedstrijd werd gewonnen door de Ethiopische Berhane Adere, die vijf seconden eerder over de finish kwam. Op 23 november dat jaar liep ze in het Japanse Chiba met haar teamgenotes Lilia Sjoboechova, Inga Abitova, Olesja Syreva, Lidia Grigorjeva en Maria Konovalova een Europees record op de Ekiden. Ze liep de voorlaatste etappe van 5 km in een tijd van 16.16. 
In 2008 liep ze met 2:22.53 op de marathon van Rome de snelste tijd voor een vrouw op Italiaanse bodem. Op de Olympische Spelen van 2008 in Peking moest ze de wedstrijd echter voor de finish opgeven.
Op 22 februari 2010 beviel Galina Bogomolova van een dochter. Niet lang hierna pakte zij haar atletiektraining weer op, wat resulteerde in een tiende plaats op de New York City Marathon in 2011.
Bogomolova is aangesloten bij Beloretsk VS club.

## Titels
- Russisch kampioene 10.000 m - 2000, 2003, 2005, 2006

## Persoonlijke records
Baan
| Onderdeel | Prestatie | Datum            | Plaats |
| --------- | --------- | ---------------- | ------ |
| 1500 m    | 4.10,00   | 31 juli 2004     | Toela  |
| 3000 m    | 8.42,03   | 1 juli 2005      | Parijs |
| 5000 m    | 14.59,72  | 25 juli 2004     | Toela  |
| 10.000 m  | 30.26,20  | 23 augustus 2003 | Parijs |

Weg
| Onderdeel      | Prestatie              | Datum           | Plaats   |
| -------------- | ---------------------- | --------------- | -------- |
| 15 km          | 49.56                  | 1 oktober 2005  | Edmonton |
| 20 km          | 1:07.08                | 1 oktober 2005  | Edmonton |
| halve marathon | 1:10.34                | 1 oktober 2005  | Edmonton |
| 25 km          | 1:23.24                | 22 oktober 2006 | Chicago  |
| 30 km          | 1:40.12                | 22 oktober 2006 | Chicago  |
| marathon       | 2:20.47 (ex-nat. rec.) | 22 oktober 2006 | Chicago  |

Indoor
| Onderdeel | Prestatie | Datum            | Plaats |
| --------- | --------- | ---------------- | ------ |
| 1500 m    | 4.12,65   | 10 februari 2003 | Moskou |
| 3000 m    | 8.49,21   | 17 februari 2004 | Moskou |

## Prestaties

### 3000 m
- 1996: 9e series WK junioren - 9.42,99
- 2000:  Europacup  - 8.43,45
- 2003:  Europese Indoorcup - 8.55,41
- 2003:  Europacup - 8.43,45
- 2003: 6e WK indoor - 8.50,62
- 2004: 11e WK indoor - 9.17,15
- 2005:  Sochi Cup - 8.45,94
- 2005:  Znamensky Memorial in Kazan - 8.53,62

### 5000 m
- 1996: 6e in series WK junioren - 16.34,02
- 1996: 12e WK - 16.32,51
- 1997: 7e EK U23 - 15.58,60
- 2000:  Znamensky Brothers Memorial - 15.19,59
- 2000:  Russische kamp. in Toela - 15.08,61
- 2000:  Super Meet in Yokohama - 15.20,53
- 2003:  Znamensky Memorial in Toela - 15.13,08
- 2004: 5e Russische kamp. in Toela - 14.59,72

### 10.000 m
- 1997: 7e EK U23 in Turku - 33.48,43
- 1998: 9e Russische kamp. in Moskou - 33.56,04
- 2000:  Russische kamp. in Toela - 31.29,66
- 2000: 16e in series OS - 34.06,21
- 2003:  Russische kamp. in Toela - 30.46,48
- 2003: 6e WK - 30.26,20
- 2004: 5e Russische kamp. in Toela - 32.15,31
- 2004: 22e OS - 32.25,10
- 2005:  Russische kamp. in Toela - 31.04,61
- 2005: 8e WK - 30.33,75
- 2006:  Russische kamp. in Toela - 31.31,58
- 2006: 4e EK - 30.35,90

### 15 km
- 1999: 4e Rossiya in Moskou - 51.25

### halve marathon
- 2003: 17e WK in Vilamoura - 1:12.12
- 2005: 4e WK in Edmonton - 1:10.34
- 2011:  halve marathon van Cheboksary - 1:13.30

### marathon
- 1999:  marathon van Ufa - 2:37.06
- 2005:  marathon van Las Vegas - 2:31.54
- 2006: 5e marathon van Londen - 2:21.58
- 2006:  marathon van Chicago - 2:20.47
- 2007: DNF WK
- 2008:  marathon van Rome - 2:22.53
- 2008: DNF OS
- 2011: 10e New York City Marathon - 2:29.03

### veldlopen
- 1999: 32e WK (korte afstand) - 16.19
- 2000: 25e WK (korte afstand) - 13.34
- 2002:  EK in Medulin - 20.18 ( in het landenklassement)
- 2003: 10e EK in Edinburgh - 22.54
- 2005:  Russische kamp. in Zhukovskiy - 19.30